# Mau Wu Shan
Mau Wu Shan (kinesiska: 茅湖山) är en kulle i Hongkong (Kina). Den ligger i den nordöstra delen av Hongkong. Toppen på Mau Wu Shan är 80 meter över havet.
Terrängen runt Mau Wu Shan är huvudsakligen kuperad, men åt nordost är den platt. Havet är nära Mau Wu Shan österut.  Centrala Hongkong ligger 10,1 km väster om Mau Wu Shan. 